# لانتانا أنغولية
لانتانا أنغولية (الاسم العلمي:Lantana angolensis) هي نوع من النباتات تتبع جنس اللانتانا من الفصيلة اللويزية.